# Kogi
Il Kogi è uno Stato della federazione nigeriana, confina a nord con il Niger, l'Abuja Federal Capital Territory e il Nassarawa; a sud con l'Enugu, l'Anambra, il Delta, l'Edo, l'Ondo e l'Ekiti; a ovest con il Kwara; a est con il Benue.
La capitale dello Stato è Lokoja, una fiorente città situata nel punto d'incontro fra i fiumi Niger e Benue.
Le etnie predominanti sono gli Igala (o Igara) e gli Ebira, sono tuttavia presenti significative minoranze di Egba e Okun soprattutto nel sud della regione.
Il culto più praticato è prevalentemente quello cristiano(50%), seguito da quello islamico(40%) e da quello animista(10%) quest'ultimo professato soprattutto nel nord-ovest.
La nota positiva di questo Stato è la pacifica convivenza tra etnie e religioni diverse; l'attuale presidente Ibrahim Idris ha incentrato su ciò tutto il suo programma elettorale essendo egli un Igala islamico.
Il motto dello Stato è molto particolare ma nello stesso tempo molto veritiero, esso è "Lo Stato della confluenza", che significa che nel suo territorio c'è un confluire di culture e culti differenti che convivono tra loro, ma anche il "confluire" dei fiumi Niger e Benue.

## Suddivisioni
Lo stato di Kogi è suddiviso in ventuno aree a governo locale (local government areas):
- Adavi
- Ajaokuta
- Ankpa
- Bassa
- Dekina
- Ibaji
- Idah
- Igalamela-Odolu
- Ijumu
- Kabba/Bunu
- Kogi
- Lokoja
- Mopa-Muro
- Ofu
- Ogori/Magongo
- Okehi
- Okene
- Olamaboro
- Omala
- Yagba East
- Yagba West